# Trubbnosig soppblomfluga
Trubbnosig soppblomfluga (Cheilosia scutellata) är en tvåvingeart som först beskrevs av Carl Fredrik Fallén 1817.  Trubbnosig soppblomfluga ingår i släktet örtblomflugor, och familjen blomflugor. Arten är reproducerande i Sverige.